# Psychrolutes marcidus
El pez borrón o pez gota (Psychrolutes marcidus) es una especie de pez escorpeniforme de la familia Psychrolutidae. Debido a la inaccesibilidad de su hábitat ha sido raramente fotografiado en libertad.

## Morfología
El pez gota dispone de un esqueleto con huesos livianos y pocos músculos y, a diferencia de la mayoría de los peces, tampoco tiene vejiga natatoria, el órgano que les permite flotar y nadar, ya que en su hábitat colapsaría bajo una presión extrema provocando que implosionara. Para ello, cuenta con células y órganos llenos de agua que le ayudan a flotar de manera neutral (sin ascender ni descender de gran manera). En su lugar, se compone de una carne gelatinosa (al estilo medusa) menos densa que el agua, por lo que el pez deambula de forma natural por encima del fondo del océano. De hecho, el pez gota no necesita gastar toda su energía con el fin de nadar, pudiendo dedicar parte de la misma a la búsqueda de alimento, no abundante en el suelo marino. Puede alcanzar los 30cm de longitud. No tiene huesos ni dientes.
Su aspecto extraño fuera del agua no representa su aspecto cuando se encuentra en su hábitat natural, lo que ocurre es que su cuerpo está hecho para aguantar la presión de su hábitat, que es 100 veces más fuerte que la superficie de la Tierra, y cuando sale de su hábitat su cuerpo se deforma.

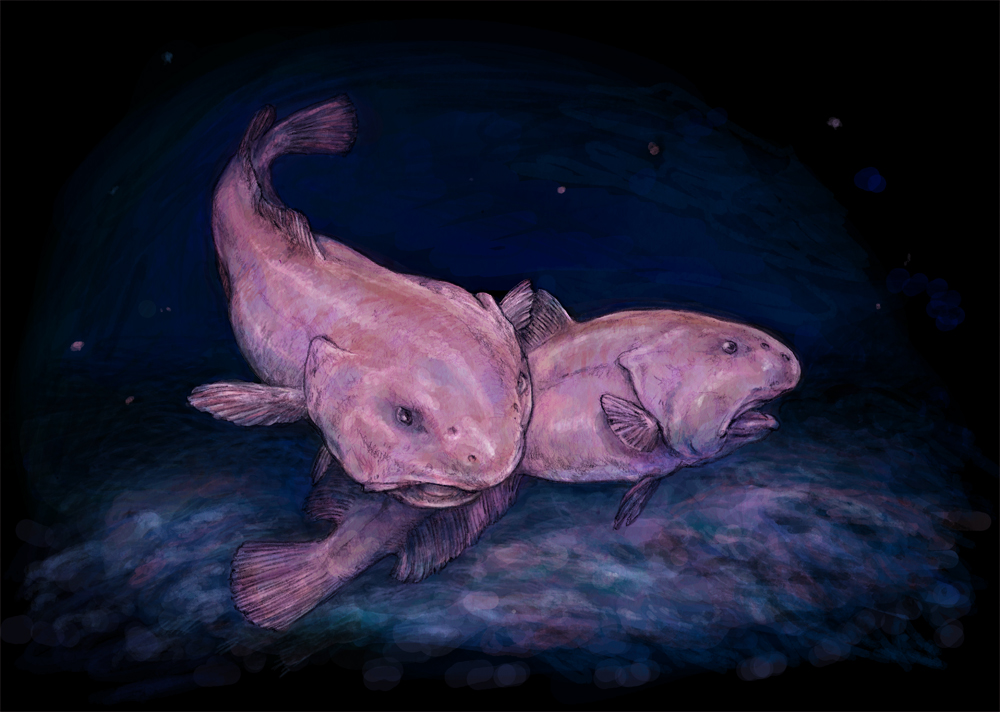
Ilustración de dos Psychrolutes marcidus

## Hábitat y distribución
Es una especie bentónica, de aguas templadas, en un rango de temperaturas entre  2,67 y 9,25 °C.
Se encuentra exclusivamente en las profundidades entre las costas de Australia y Tasmania. En un rango de profundidad entre 600 y 1200 metros, aunque se reportan localizaciones entre 400 y 1700 metros.
Es especie endémica de Australia. Desde Broken Bay, en Nueva Gales del Sur, hasta el sur de Australia y Tasmania.

## Alimentación
La falta de músculo no supone un impedimento para alimentarse, ya que principalmente ingiere cualquier materia comestible que flote en su camino, preferentemente crustáceos de aguas profundas.

## En la cultura popular
Debido al llamativo aspecto que el pez gota presenta fuera del agua, cuando los tejidos de su cabeza conforman un rostro humanoide de gran nariz y expresión triste, esta especie ha pasado a convertirse en un fenómeno recurrente en internet. En 2013 se le llegó a votar el "animal más feo del mundo", un título que también le fue otorgado por la Ugly Animal Preservation Society.
El músico y autor Michael Hearst incluyó una composición titulada "Blobfish", inspirada en este animal, en su álbum de 2012 Songs For Unusual Creatures, y más tarde creó un episodio dedicado a él en su serie PBS Digital.
La Administración Oceánica y Atmosférica Nacional de Estados Unidos (NOAA) lo define como : "un gran renacuajo en forma de gota, solo una masa de pálida carne gelatinosa con la piel hinchada y suelta, una nariz grande y pequeños ojos brillantes”.
Aparece en el videojuego de Rovio Bad Piggies como objeto opcional.
También aparece en la pelea del restaurante chino de Hombres de negro 3.

## En peligro de extinción
El pez gota está en peligro actualmente y  cerca de la extinción. Si bien no son cazados, los peces gota a menudo quedan atrapados en las redes cuando se está pescando. Estas redes van por el suelo del océano, recogiendo las langostas y otros peces de aguas profundas. Lamentablemente, el pez gota queda atrapado también, y aun cuando muchas veces se lanza de nuevo en el océano, para entonces ya es demasiado tarde pues estos no pueden permanecer mucho tiempo fuera del agua.
En 2006, los conservacionistas de la naturaleza de todo el mundo se reunieron para proponer la restricción de la pesca de arrastre en alta mar, pero no pudieron llegar a un acuerdo, dejando el destino del indefenso pez gota enormemente incierto, sobre todo porque las flotas de pesca de arrastre de Australia y Nueva Zelanda son muy activas, y el pez gota no se encuentra en ningún otro lugar en el mundo.